# Bernard Hopkins (baloncestista)
Para el boxeador, véase Bernard Hopkins (boxeador)
Bernard Anthony Hopkins es un exbaloncestista de doble nacionalidad estadounidense y española. Nació en Baltimore, Maryland en Estados Unidos el 13 de enero de 1973. Tiene 1,97 metros de altura y jugaba en la posición de Ala-pívot.

## Clubes
- 1992-1994 Hagerstown Junior College.
- 1994-1996 Virginia Commonwealth University.
- 1996-1997 Yakima Sun Kings.
- 1997-1998 Gran Canaria.
- 1998-2003 Pamesa Valencia.
- 2003-2005 Unelco Tenerife.
- 2005-2007 CB Valladolid.
- 2007-2010 Bruesa GBC.
- 2010-2012 Obradoiro CAB.

## Palmarés

### Campeonatos nacionales
- 2010-11. Ascenso a la liga ACB con el Obradoiro CAB.
- 2010-11. Campeón de la Copa Príncipe con el Obradoiro CAB.
- 2010-11. Campeón de la Copa Galicia con el Obradoiro CAB.
- 2007-08. Ascenso a la liga ACB con el Bruesa GBC.

### Campeonatos internacionales
- 2002-03. Campeón de la Copa ULEB con el Pamesa Valencia.